# Somebody to You
«Somebody to You» —en español: «Alguien para ti»— es una canción de la banda de pop rock británico The Vamps. Una versión en colaboración con Demi Lovato fue lanzada en el Reino Unido el 18 de mayo de 2014, como el cuarto sencillo de su álbum debut, Meet the Vamps (2014). La canción alcanzó el número 4 en la lista de sencillos del Reino Unido (OCC), convirtiéndose en el cuarto consecutivo top 5 single del grupo en el Reino Unido. La canción también alcanzó el puesto número 14 en Australia, su nivel más alto solo de listas hasta la fecha en el país.

## Video musical
El vídeo musical oficial fue subido a YouTube el 9 de junio de 2014. Dirigido por Emil Nava y filmado en Malibú, California, es la única versión con Demi Lovato. En este, se encuentra Laura Marano quien se ve con unas amigas divirtiéndose en la playa, mientras Brad, Connor, Tristan y James las observan.

## Lista de canciones
- Descarga digital[1]

1. «Somebody to You» (versión sencillo) (featuring Demi Lovato) - 3:03

- Descarga digital - Versión acústica[2]

1. «Somebody to You» (versión acústica) (featuring Demi Lovato) - 3:01

- Descarga digital - EP[3]

1. «Somebody to You» (Durrant & More Club Mix) (featuring Demi Lovato) - 4:45
2. «She Looks So Perfect» - 3:39
3. «Can We Dance» (Live from the O2) - 3:44
4. «Sweater Weather» - 3:16

- CD1

1. «Somebody to You» (featuring Demi Lovato) - 3:03
2. «Midnight Memories»
3. «That Girl»
4. «On the Floor»

- CD2

1. «Somebody to You» (versión de James & Connor)
2. «Rough Night» (demo)

- DVD

1. «Somebody to You» (video musical) - 3:03
2. «Carry on Vamping: A Day on Tour» (documental)

EP (Estados Unidos)

| N.º | Título                                    | Duración |  |
| 1.  | «Somebody to You» (featuring Demi Lovato) | 3:03     |  |
| 2.  | «Wild Heart»                              | 3:11     |  |
| 3.  | «Midnight Memories»                       |          |  |
| 4.  | «High Hopes»                              | 3:30     |  |
| 5.  | «Sweater Weather»                         | 3:16     |  |
| 6.  | «She Was the One»                         |          |  |

Digital EP (Estados Unidos)

| N.º | Título                                    | Duración |  |
| 1.  | «Somebody to You» (featuring Demi Lovato) | 3:03     |  |
| 2.  | «Wild Heart»                              | 3:11     |  |
| 3.  | «Midnight Memories»                       |          |  |
| 4.  | «Move My Way»                             | 3:28     |  |
| 5.  | «She Looks So Perfect»                    | 3:39     |  |

## Posicionamiento en listas
| Listas (2014)                          | Mejor posición |
| -------------------------------------- | -------------- |
| Australia (ARIA)                       | 14             |
| Irlanda (IRMA)                         | 10             |
| Nueva Zelanda (Recorded Music NZ)      | 17             |
| (Myx Philippines)                      | 1              |
| Escocia (Scottish Singles Sales Chart) | 1              |
| Reino Unido (UK Singles Chart)         | 4              |

## Certificaciones
| País           | Organismo certificador | Certificación | Simbolización | Ref.   |
| -------------- | ---------------------- | ------------- | ------------- | ------ |
| Australia      | ARIA                   | Platino       | ▲             | [ 12 ] |
| Canadá         | CRIA                   | Oro           | ●             | [ 13 ] |
| Estados Unidos | RIAA                   | Oro           | ●             | [ 14 ] |
| Nueva Zelanda  | RIANZ                  | Oro           | ●             | [ 15 ] |
| Reino Unido    | BPI                    | Platino       | ▲             | [ 16 ] |